# The Misfits (film)
The Misfits è un film del 2021 diretto da Renny Harlin e scritto da Robert Henny e Kurt Wimmer.
La pellicola è interpretata da Pierce Brosnan, Rami Jaber, Hermione Corfield, Jamie Chung, Mike d'Angelo, Tim Roth, Nick Cannon e Qais Qandil.

## Trama
Richard Pace è un ladro professionista, nonché un evaso dalla prigione. Schultz, che possiede diverse prigioni private (3 delle quali Pace è scappato), viene a sapere che Pace sta per essere rilasciato da una delle sue prigioni, ma scappa il giorno prima, quando Schultz viene a trovarlo. È stato rivelato che Pace è rimasto in prigione solo per poter ottenere informazioni dal suo compagno di stanza su un uomo ricco noto come "Il Principe", che è attualmente a Los Angeles. Pace va in un hotel dove alloggia il principe, cercando di rubare la preziosa collezione di orologi del principe, con Schultz e l'FBI dietro. Tuttavia, si rende conto troppo tardi che si tratta di una trappola tesa dal Principe. Costretto a scegliere tra il Principe e l'FBI, Pace sceglie il primo, che lo porta sul suo aereo privato. Lì incontra altri tre membri: Ringo (maestro del travestimento), Wick (esperto di esplosivi) e Violet (artista marziale mortale). Insieme formano I Misfits, un gruppo di ladri che compie rapine e crimini a scopo benefico.
Sull'aereo privato del Principe, in viaggio verso Abu Dhabi, i Misfits scoprono che Schultz ha preso denaro da una confraternita di terroristi e lo ha riciclato, convertendolo in oro. Schultz ha tenuto l'oro in una cassaforte nascosta in un'altra sua prigione, situata nel fittizio paese del Jazeristan. I Misfits vogliono rubare l'oro per impedire alla Confraternita di usarlo per finanziare il terrorismo, ma hanno bisogno dell'aiuto di Pace. Pace inizialmente si rifiuta di aiutare, ma dopo un incontro casuale con sua figlia Hope, Pace decide di aiutare. Tuttavia, Pace vuole il 50% dell'oro che rubano. Dopo che i Misfits dicono loro che non terranno affatto l'oro, Pace decide di andarsene, ma viene fermato quando scopre che Hope li ha riuniti tutti.
Mentre si preparano a infiltrarsi nella prigione del Jazeristan, i Misfits scoprono che il leader della Confraternita, Abu Hirawa, ha inviato il suo braccio destro, Jason Quick, a ritirare una cassa di lingotti d'oro da Schultz. Tuttavia, i Misfits decidono di scambiare il caso. Infuriato, Hirawa uccide Quick, poi fa sapere a Schultz che verrà direttamente in Jazeristan per ritirare i lingotti d'oro da lui, lo stesso giorno della rapina. Una volta in Jazeristan, Ringo si traveste per convincere il direttore della prigione che i forni della cucina devono essere sostituiti. Il giorno in cui i forni vengono sostituiti, Pace e Wick si scambiano di posto con i contatti del Principe, travestendosi da prigionieri. Mentre sposta i forni, Pace vede una statua a forma di aquila che dovrebbe onorare Schultz. In preda alla rabbia, danneggia la statua.
Il giorno successivo, Pace e Wick avvelenano il cibo della mensa, provocando attacchi di vomito e diarrea in tutti i prigionieri, con il risultato che diversi prigionieri sono stati trasferiti in un vicino ospedale tramite ambulanze. Insospettito, Schultz crede che Pace sia in Jazeristan cercando di rubare il suo oro e chiede ai suoi uomini di localizzarlo. Nel frattempo, Ringo arriva in prigione travestito da proprietario di un'azienda igienico-sanitaria, dicendo al direttore che dovrà far entrare le persone con tute ignifughe. Pace e Wick entrano in uno dei bagni dei prigionieri direttamente sopra la cassaforte, con la scusa di pulirla, mentre Hope parcheggia un'auto fuori. Dopo aver perforato la cassaforte, Wick la riempie di gas, quindi accende un fuoco, facendo esplodere la porta della cassaforte. Allo stesso tempo, l'auto di Hope esplode, convincendo le guardie che l'esplosione è avvenuta solo dall'auto. Dopo l'esplosione, Pace e Wick vanno nella stanza sicura per rimuovere l'oro. Prima di farlo, Wick scatta una foto dell'oro con il suo telefono e la collega a una telecamera di sicurezza nella cassaforte. Nel frattempo Schultz, credendo che l'esplosione dell'auto fosse solo un diversivo, chiede alla sicurezza della prigione di controllare la telecamera della cassaforte. All'inizio vedono solo la foto di Wick, ma quando Schultz chiede di ingrandire, la telecamera non si muove. Schultz va nella stanza sicura solo per vedere che tutto l'oro è stato rimosso. Mentre Schultz dice alle guardie di chiudere a chiave la prigione, una barella gli passa accanto, lasciando cadere un lingotto d'oro. Credendo che Pace abbia utilizzato le barelle e le ambulanze per spostare l'oro, ordina ai suoi uomini di controllare le ambulanze. Tuttavia, non trovano nulla.
Di ritorno alla prigione, Schultz vede passare un camion dei servizi igienico-sanitari sconosciuto. Sale sulla sua macchina e ordina ai suoi uomini di seguirla attraverso il deserto, prima che il camion si fermi davanti a un aereo militare del Principe. Schultz apre il bagagliaio del camion, aspettandosi di trovare l'oro, ma è sorpreso quando è vuoto. In questo momento, il principe, Ringo e altri due (con i volti mascherati) escono dal camion. Schultz è arrabbiato, ma si calma quando riceve una telefonata dai suoi uomini, sostenendo di aver trovato Hope. Schultz dice loro di ucciderla, poi riattacca. Tuttavia, una delle persone mascherate si rivela essere Hope e si presenta a Schultz. La persona che gli uomini di Schultz avevano legato era in realtà Violet, che li uccide tutti e se ne va. Schultz, arrabbiato, estrae una pistola, ma viene poi tenuto lui stesso sotto tiro dalle forze militari del paese del Principe. Le forze militari scortano quindi Schultz verso un'auto appartenente a Hirawa. Sebbene Hirawa capisca che Schultz non ha colpa, gli dice che la giustizia deve essere resa.
Viene rivelato che Ringo, Wick e due degli uomini del principe (che si erano già infiltrati nella prigione) avevano usato la statua di Schultz per creare uno stampo e avevano fuso l'oro in modo che avesse la forma della statua danneggiata. Dopo averla dipinta, Ringo lasciò la prigione mentre qualcuno veniva a prendere la statua per ripararla. Dopo essersi riuniti ad Abu Dhabi, Hope e Pace decidono di unirsi ufficialmente ai Misfits. Subito dopo una notizia dei telegiornali menziona come una grande donazione sia stata fatta in beneficenza e che il prezzo dell'oro sia in aumento.

## Produzione
Secondo Harlin, lui e Brosnan "cercavano da tempo un progetto su cui collaborare". 
Il progetto è stato annunciato per la prima volta il 12 febbraio 2019 all'European Film Market del Festival Internazionale del Cinema di Berlino. Le location delle riprese includono Abu Dhabi, Dubai e Los Angeles. Le riprese principali sono iniziate una settimana dopo.

## Distribuzione
The Misfits è stato presentato in anteprima mondiale in Corea del Sud il 3 giugno 2021. The Avenue Entertainment in associazione con Highland Film Group ha distribuito il film l'11 giugno 2021.

## Accoglienza
Su Rotten Tomatoes il film ha un punteggio di approvazione del 17% basato su 26 recensioni, con una valutazione media di 3,40/10. Su Metacritic, il film ha un punteggio di 25 su 100 basato su 11 recensioni, indicando recensioni generalmente sfavorevoli.

## Controversie
Il film è stato controverso in Qatar a causa di alcuni riferimenti negativi nella vita reale al Qatar al finanziamento del "terrorismo" e ai riferimenti espliciti ai Fratelli Musulmani come "terroristi" con Yusuf al-Qaradawi come mente. Il film è finanziato e co-prodotto da una società di produzione degli Emirati, e dato il coinvolgimento dei media degli Emirati nel propagare questa narrativa contro il Qatar almeno dalla prima crisi diplomatica del Qatar combinata con Doha News che riporta elementi della trama anti-Qatar nel contenuto del film. Inizialmente annunciato come "Coming Soon"Vox Cinemas, la metà del duopolio di mostre cinematografiche in Qatar, con l'altra metà Novo Cinemas che ha anche sede a Dubai ma interamente posseduta indirettamente dal gruppo Elan con sede a Doha (attraverso la proprietà della sua casa madre Gulf Film, un distributore cinematografico regionale in tutta l'Asia occidentale e il Nord Africa occupandosi principalmente di film stranieri, inclusi, a titolo esemplificativo ma non esaustivo, le uscite di Hollywood) prestando a questo il fattore ipotizzato dietro loro non raccogliere questo film per la mostra non solo in Qatar, ma in tutto il mercati in cui operavano, compresi gli Emirati Arabi Uniti. Man mano che il contraccolpo cresceva con le foto trapelate dall'uscita in Corea del Sud che ha dato credito alla discordia sulla "propaganda" anti-Qatar incorporata nel film, Vox Cinemas, di proprietà degli Emirati, ha infine accantonato l'uscita prevista del film in Qatar, con un comunicato stampa che conferma la mossa entro il 1 luglio 2021, la data di uscita precedentemente annunciata.